# Zalisne, Novopskov
Zalisne (în ucraineană Залісне) este un sat în comuna Kozlove din raionul Novopskov, regiunea Luhansk, Ucraina.

## Demografie
Componența lingvistică a localității Zalisne
     Ucraineană (94,83%)
     Rusă (5,17%)
Conform recensământului din 2001, majoritatea populației localității Zalisne era vorbitoare de ucraineană (94,83%), existând în minoritate și vorbitori de rusă (5,17%).